# Franska Alperna
Franska Alperna är den del av Alperna som ligger i Frankrike, i regionerna Auvergne-Rhône-Alpes och Provence-Alpes-Côte d'Azur.
Med en höjd på 4 810.45 meter är Mont Blanc (italienska: Monte Bianco), vid fransk-italienska gränsen, Alpernas högsta berg, samt Västeuropas högsta berg.
Viktigare orter i området är Grenoble, Chamonix, Annecy, Chambéry, Évian-les-Bains och Albertville.